# 丹後国風土記
『丹後国風土記』（たんごのくにふどき）は、丹後国（現在の京都府北部）の風土記。逸書であるため、内容は『釋日本紀』などでの引用によるしかない。風土記編纂が命じられたのが和銅6年（713年）であるため、原本は遅くとも8世紀中にはできていたと思われる。
数多くある風土記逸文の中でも比較的長文が残されており、最古の部類に入る浦島伝説、羽衣伝説の記述は万葉仮名書きの和歌が入っている点も含めて特筆すべきものである。他に、天橋立の伝承もある（下に挙げる和歌は漢字仮名交じり文で記す）。
また、これとは別に『丹後国風土記残缺』が風土記の写本の一部として伝えられているが、これについては後世の偽書である可能性が高い。

## 浦島伝説
「筒川嶼子　水江浦島子」という項目に記述がある。「天上仙家」や「蓬山」が出てくるなど中国渡来の神仙思想が窺える。「水江浦島子」が童話に出てくる浦島太郎であるが、彼は日下部首の一人である。
筒川の里、日下部首等の先祖に姿容秀美の筒川嶼子という者、即ち水江浦島子がいた。伊豫部馬養連の記したところのものを述べる。
と前置きした上で、長谷朝倉宮御宇天皇（雄略天皇）の御世、浦島子は小舟に乗り釣りに出た。三日三晩の間一匹の魚も釣れなかったが五色の亀だけ得る。奇異に思ったが眠っている間に亀は比べることもなき美麗な婦人と為った。女娘は問答の中「天上仙家之人也」と己を語る。彼女が眠るように命じ浦島子が目覚めると、不意の間に海中の大きな島に至っていた。館の門に入ると七人の童子、八人の童子が迎えるが彼らはそれぞれ「すばるぼし」（プレアデス）と「あめふりぼし」（ヒヤデス）だという。女娘は父母と共に迎え、歓待の合間に人界と仙都の別を説く。館に留まること三年経ち、浦島子は郷里の事を思い出し、神仙之堺に居るよりも俗世に還ることを希望する。女娘は別れを悲しみながらも、玉匣（たまくしげ）を渡し「戻ってくる気ならゆめゆめ開けるなかれ」と忠告する。帰り着いて辺りが変わっているので郷の者に聞くと、浦島子は蒼海に出たまま帰らなかったということにされていた。玉匣を開くと風雲に翩飛けるような変化が起き、浦島子は涙に咽（むせ）び徘徊し、歌を詠む……
常世邊に　雲立ち渡る　水江の　浦嶋の子が　言持ち渡る
神女遙飛,芳音で歌いて曰く：
倭邊に　風吹き上げて　雲離れ　退き居り共よ　我を忘らすな
浦嶼子：
子等に戀ひ　朝戸を開き　我が居れば　常世の濱の　波の音聞こゆ
後世の人歌いて曰く：
水江の　浦嶋の子が　玉匣　開けず有りせば　復も會はましを
常世邊に　雲立ち渡る　多由女　雲は繼がめど　我そ悲しき
別の書『古事談』では、「淳和天皇御宇天長二年（825年）乙巳。丹後国与佐郡人水江浦島子。此年乗松船。到故郷」と記され、そのことから帰還まで350年程度経ったと推定される。出発時の雄略天皇の代がいつなのか確定しがたいが、他の浦島伝説での共通点も踏まえ現世では館での3年より遙かに長い時間が流れていたと伝えられることは確実なようである。

## 羽衣伝説

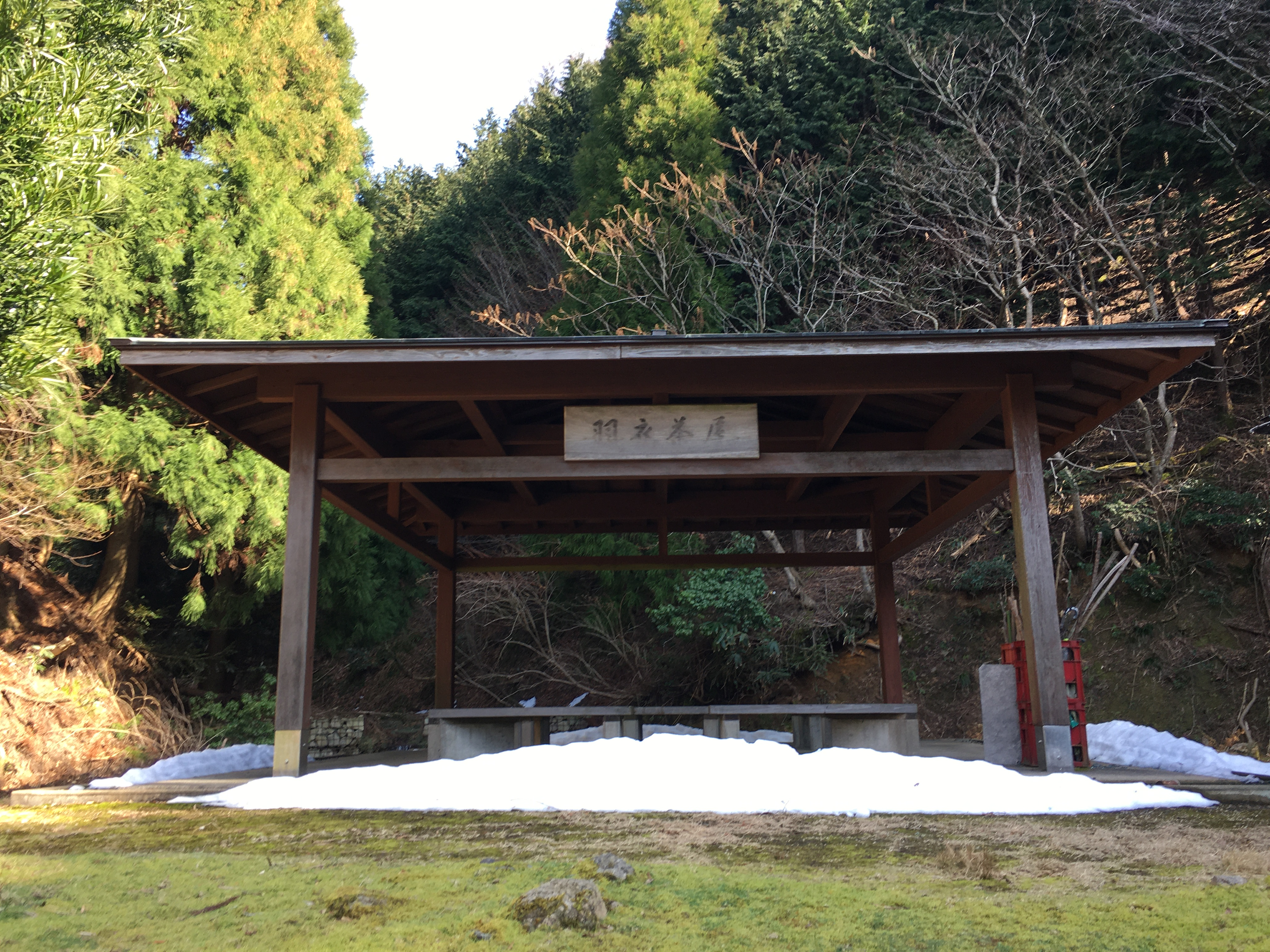
磯砂山の登山口付近の「羽衣茶屋」

『丹後国風土記』逸文（「比治真奈井　奈具社」という項目）に記述がある。各地に伝わる羽衣伝説とは違い、物語の筋が一風変わったものになっている。
逸文によれば、丹後国丹波郡の比治山（磯砂山）の山頂にあった麻奈井/真名井（）の井（泉）で、天女八人が水浴びしていたとき、和奈佐（）という老夫婦が、一人の天女の衣装（羽衣）を隠し、恥ずかしがっていた彼女が求めてもなお欺罔を疑って返さず、帰れなくなった天女を養女にした。
天女はたった一杯で万病に効くという酒をつくり、老夫婦と十余年共に暮らした。天女の造る霊酒によって家は豊かに土形（）富み、土形の里と呼ばれた。比治の里は土形の里の転訛である。その後、老夫は「汝は吾が子ではない」と言い天女を追い出してしまう。老夫婦の残酷な仕打ちを恨んだ天女が自分の心情を「荒塩」のようだと言い残したので、比治の里は荒塩の村とも呼ばれた。天女は慟哭しつつ比治の里を去り、次の歌を詠む：
天の原　降り放け見れば　霞立ち　家路惑ひて　行方知らずも
天女が槻の木に寄りかかって哭いた場所は哭木（）の村と呼ばれた。
竹野郡の船木の里に入った天女は「これで私の心は奈具志久（）（おだやかに）なった」と言い、天女が留まった村は奈具村と呼ばれた。奈具村には奈具神社が創建され、祀られたこの天女こそ豊宇賀能売命（とようかのめのみこと）である、とする。
比治の里は現在の京丹後市峰山町鱒留・峰山町久次に比定されている。鱒留は延宝年間頃まで益富と表記され、久次にある比沼麻奈為神社は式内社の比治真名井神社に比定されている。『丹哥府志』や『丹後旧事記』は現在の京丹後市峰山町荒山を荒塩の村の遺名としている。哭木の村は現在の京丹後市峰山町内記に比定され、名木神社がある。奈具村は嘉吉年間の洪水で流失していまい、その故地は不明だが、現在の京丹後市弥栄町黒部に奈具遺跡、同市弥栄町溝谷に奈具岡遺跡という弥生中期の遺跡がある。奈具神社は現在の京丹後市弥栄町船木に再建されている。